# Holger Gresens
Holger Gresens (* 3. Oktober 1967 in Geilenkirchen) ist ein ehemaliger deutscher Fußballspieler. Nach dem Ende seiner aktiven Laufbahn, während der der Mittelfeldspieler unter anderem für Alemannia Aachen in der 2. Bundesliga spielte, wurde er Trainer, Funktionär und Schiedsrichter im württembergischen Amateurfußball.

## Sportlicher Werdegang
Gresens begann mit dem Fußballspielen beim VfR Übach-Palenberg, im Alter von zehn Jahren wechselte er im Sommer 1978 in die Jugendabteilung von Alemannia Aachen. Dort durchlief er die einzelnen Jugendmannschaften und rückte im Sommer 1985 in den Profikader auf. Direkt am ersten Spieltag der Spielzeit 1985/86 debütierte er unter Trainer Werner Fuchs beim 1:1-Unentschieden gegen Blau-Weiß 90 Berlin an der Seite von Jo Montañés, Theo Gries, Johannes Kau, Dean Thomas und Eugen Hach in der Startelf, im gesamten Saisonverlauf kam der Teenager zu sechs Zweitligaeinsätzen. Ab November 1986 etablierte er sich zeitweise in der Stammformation, dabei erzielte er am 15. Spieltag der folgenden Saison beim 4:1-Erfolg über die Stuttgarter Kickers sein erstes Profitor. Unter Diethelm Ferner und dessen Nachfolger Peter Neururer etablierte er sich endgültig als Stammspieler, auch nach dessen Abschied. Im April 1989 war er unter Ex-Spieler Rolf Grünther bis zum Ende der  Spielzeit 1988/89 regelmäßig im Einsatz, als der Klub sich im vorderen Mittelfeld platzierte. Der zunehmend von finanziellen Problemen geplagte Klub musste sich jedoch von einigen Leistungsträgern trennen, so dass die Mannschaft in der folgenden Spielzeit in den Abstiegskampf geriet. Dabei gehörte Gresens unter dem neuen Trainer Mustafa Denizli noch anfangs zu dem Stammkräften, rutschte aber im Saisonverlauf auf die Ersatzbank. Unter Denizlis Nachfolger Eckhard Krautzun kam er nur noch einmal zum Einsatz; beim 2:0-Erfolg über Eintracht Braunschweig Ende März 1990 ersetzte er als Einwechselspieler Michael Dämgen.
Nach 106 Zweitligaspielen für Alemania Aachen, in denen Gresens drei Tore erzielt hatte, wechselte er im Sommer 1990 zum Viertligisten SpVgg Renningen in die Verbandsliga Württemberg. 1996 stieg er mit dem Klub in die Landesliga Württemberg ab, 1998 gelang der Wiederaufstieg. Nach dem direkten Wiederabstieg wechselte er als Spielertrainer zum TSV Merklingen. Dort beendete er 2003 seine aktive Karriere und war noch zeitweise für die 2. Mannschaft aktiv, später war er dort als Jugendtrainer sowie sportlicher Leiter tätig, zeitweise trainierte er zudem die Mannschaft. Darüber hinaus war der in Leonberg wohnende Gresens als Schiedsrichter im unteren Ligabereich bis zur Bezirksliga tätig.